# Mutiu Adepoju
Mutiu Adepoju (Ibadan, 22 de dezembro de 1970) é um ex-futebolista nigeriano que se destacou no futebol da Espanha, sobretudo no Racing Santander.

## Carreira em clubes

### O começo
Adepoju iniciou sua carreira na Nigéria, nos times do Shooting Stars e do Julius Berger. Saiu do país em 1989, quando foi contratado pelo Castilla (filial do Real Madrid). Começava aí a aventura de Mutiu (como passou a ser mais conhecido) em terras hispânicas.

### Na Espanha
Mutiu jogou pelo Castilla entre 1989 e 1992, ano em que foi contratado pelo Racing Santander.
Pelo clube da Cantábria, atuou até 1996, tendo disputado 123 partidas e marcado 26 gols. Sem espaço no Racing, transferiu-se para a Real Sociedad, sendo o segundo não-basco e o primeiro negro a jogar no segundo time do País Basco (antes dele, o primeiro jogador não-basco a ser contratado tinha sido o anglo-irlandês John Aldridge). Ficou por lá até 2000.

### Passagem apagada pela Arábia, volta à Espanha e final de carreira
Após 11 anos na Espanha, ele recebeu proposta do Al-Ittihad, mas sua estadia no time saudita não duraria mais que uma temporada. De volta à Espanha, assinou com o Salamanca, também jogando por uma temporada (14 jogos, nenhum gol).
Foi jogar na Turquia, pelo modesto Samsunspor, mas também não teve êxito e foi jogar pelo AEL Limassol, um dos principais clubes do Chipre, tendo jogado apenas cinco partidas, marcando um gol. Aposentou-se pela primeira vez depois de seu contrato com o AEL se encerrou. Voltou novamente à Espanha em 2004 para encerrar a carreira, jogando pelos inexpressivos Eldense e Cobeña, seu último clube como profissional.

## Seleção Nigeriana
Adepoju estreou na Seleção Nigeriana de Futebol em 1990, num amistoso contra o Togo, e a Copa das Nações Africanas de 1992 foi seu primeiro torneio oficial. Ele também jogou as Copas de 1994, 1998 (foi dele o gol que iniciou a reação nigeriana na partida contra a Espanha) e 2002, nesta última estava completamente fora de forma, não tendo entrado em campo em nenhuma das três partidas das Super Águias, que caíram na primeira fase. Também atuou na Copa Rei Fahd de 1995.

## Títulos
Nigéria
- Copa das Nações Africanas: 1994